# Leptosiaphos koutoui
Leptosiaphos koutoui — вид сцинкоподібних ящірок родини сцинкових (Scincidae). Ендемік Камеруну.

## Поширення і екологія
Leptosiaphos koutoui відомі з типової місцевості, розташованої у залишках галерейного лісу в місті Мейганга, на нагір'ї Амадауа, на висоті 1045 м над рівнем моря.